# Костурски говор (гръцки)
 Тази статия е за гръцкия дилект.  За българския вижте Костурски говор.  
Костурският говор (на гръцки: Kαστοριανή διάλεκτος, Kαστοριανό ιδίωμα, Καστοριανά) е гръцки говор, принадлежащ към групата на полусеверните гръцки диалекти. Традиционно е говорен предимно от местното гръцко население в град Костур (Кастория) и няколко села на юг като Лошница и Богатско.
Според основната изследователка на говора Елени Пападиму „езиковият пейзаж на Костур обикновено се определя от съжителството на северногръцките диалекти, гръцките диалекти на бежанците, славянските диалекти и в по-малка степен аруманските диалекти в региона. В повечето случаи тези идиоми се говорят в отделни села, като има и няколко случая на смесени села.“ Според Пападиму в Костур, в Хрупища (Аргос Орестико) и в някои села като Горенци (Корисос), Песяк (Амудара) и Здралци (Амбелокипи) езиковата картина често е сложна, тъй като носителите на северни гръцки диалекти съжителстват със „славяноезични“, влахоезични или понтоезични. В самия град Костур се говори „полусеверен гръцки диалет от стенотичен тип“.
Селищата, в които се говори костурският гръцки говор според Пападиму са 21:
| Име          | Име        |
| ------------ | ---------- |
| Борботско    | Επταχώρι   |
| Жужел        | Ζούζουλη   |
| Слатина      | Χρυσή      |
| Висанско     | Πευκόφυτο  |
| Ново Котелци | Νέα Κοτύλη |
| Селско       | Κυψέλη     |
| Тухол        | Πεύκο      |
| Лъка         | Λάγκα      |
| Скумско      | Βράχος     |

| Име        | Име       |
| ---------- | --------- |
| Богатско   | Βογατσικό |
| Лошница    | Γέρμας    |
| Костараджа | Κωσταράζι |

| Име         | Име          |
| ----------- | ------------ |
| Слимнища    | Μηλίτσα      |
| Бела църква | Ασπροκκλησιά |
| Витан       | Βοτάνι       |
| Ресуляни    | Βέλος        |
| Моласи      | Διαλεχτό     |
| Шкрапари    | Ασπρονέρι    |
| Песяк       | Αμμουδάρα    |
| Здралци     | Αμπελόκηποι  |
| Горенци     | Kορησσός     |